# Sami Kapanen
Sami Hannu Antero Kapanen (* 14. Juni 1973 in Vantaa) ist ein finnischer Eishockeytrainer, -funktionär sowie ehemaliger -spieler der in der National Hockey League für die Hartford Whalers, Carolina Hurricanes und Philadelphia Flyers aktiv war. In Finnland spielte er für KalPa Kuopio, dessen Mitbesitzer er ist.

## Karriere
Kapanen begann seine Karriere in seiner Heimat 1990 bei Kalevan Pallo in der SM-liiga und spielte dort bis zum Jahr 1994. Danach wechselte er zu dem ebenfalls finnischen Verein HIFK aus Helsinki.
Bei den Olympischen Winterspielen 1994 spielte Kapanen für die finnische Nationalmannschaft und gewann mit ihr die Bronzemedaille.
Im NHL Entry Draft 1995 wurde Kapanen in der vierten Runde als 87. von den Hartford Whalers ausgewählt. Seine erste NHL-Saison war 1995–96, in der er 35 Spiele für die Whalers bestritt. Im Jahr 1997 wurde aus den Hartford Whalers die Carolina Hurricanes, für die Kapanen sechs Spielzeiten lang auflief.
Bei den Olympischen Winterspielen 1998 trat Kapanen wieder mit der finnischen Nationalmannschaft an und gewann eine weitere Bronzemedaille.
Auch an den Olympischen Winterspielen 2002 nahm er mit Finnland teil. Diesmal reichte es aber nur für einen sechsten Platz.
Am 7. Februar 2003 wurde Kapanen zusammen mit Ryan Bast gegen Pavel Brendl und Bruno St. Jacques von den Philadelphia Flyers eingetauscht. In Philadelphia konnte er seine gute Leistung, die er in Carolina gezeigt hat, nicht fortsetzen.
Während des NHL-Lockouts in der Saison 2004/05 spielte er wieder für die finnische Mannschaft KalPa, diesmal in der Mestis. Nach dem Ende des Lockouts kehrte Kapanen wieder zu den Philadelphia Flyers zurück.
Zwischen 2008 und 2014 spielte Kapanen für KalPa, ehe er 2014 seine Karriere beendete.
Bereits 2003 wurde er Besitzer des Vereins KalPa, war dort im Spieljahr 2015/16 zudem als Jugendtrainer, in der Folgesaison als Co-Trainer und von 2017 bis 2019 als Cheftrainer der Profimannschaft tätig. Im Dezember 2018 führte er die Mannschaft zum Gewinn des Spengler-Cups in Davos. Anfang April 2019 unterschrieb er einen Vertrag als Trainer der Schweizer Mannschaft HC Lugano und hatte diese Position bis Dezember 2019 inne.

## Erfolge und Auszeichnungen
- Bronzemedaille bei den Olympischen Winterspielen 1994
- spielte im ersten All-Star Spiel der SM-liiga (1993–94)
- Bronzemedaille bei den Olympischen Winterspielen 1998
- Teilnahme am NHL All-Star Game: 2000 und 2002
- 2014 Aufnahme in die Finnische Eishockey-Ruhmeshalle
- 2018 Spengler-Cup-Gewinn mit KalPa Kuopio (als Cheftrainer)

## Karrierestatistik
(Legende zur Spielerstatistik: Sp oder GP = absolvierte Spiele; T oder G = erzielte Tore; V oder A = erzielte Assists; Pkt oder Pts = erzielte Scorerpunkte; SM oder PIM = erhaltene Strafminuten; +/− = Plus/Minus-Bilanz; PP = erzielte Überzahltore; SH = erzielte Unterzahltore; GW = erzielte Siegtore; 1 Play-downs/Relegation; Kursiv: Statistik nicht vollständig)